# 모험 소설

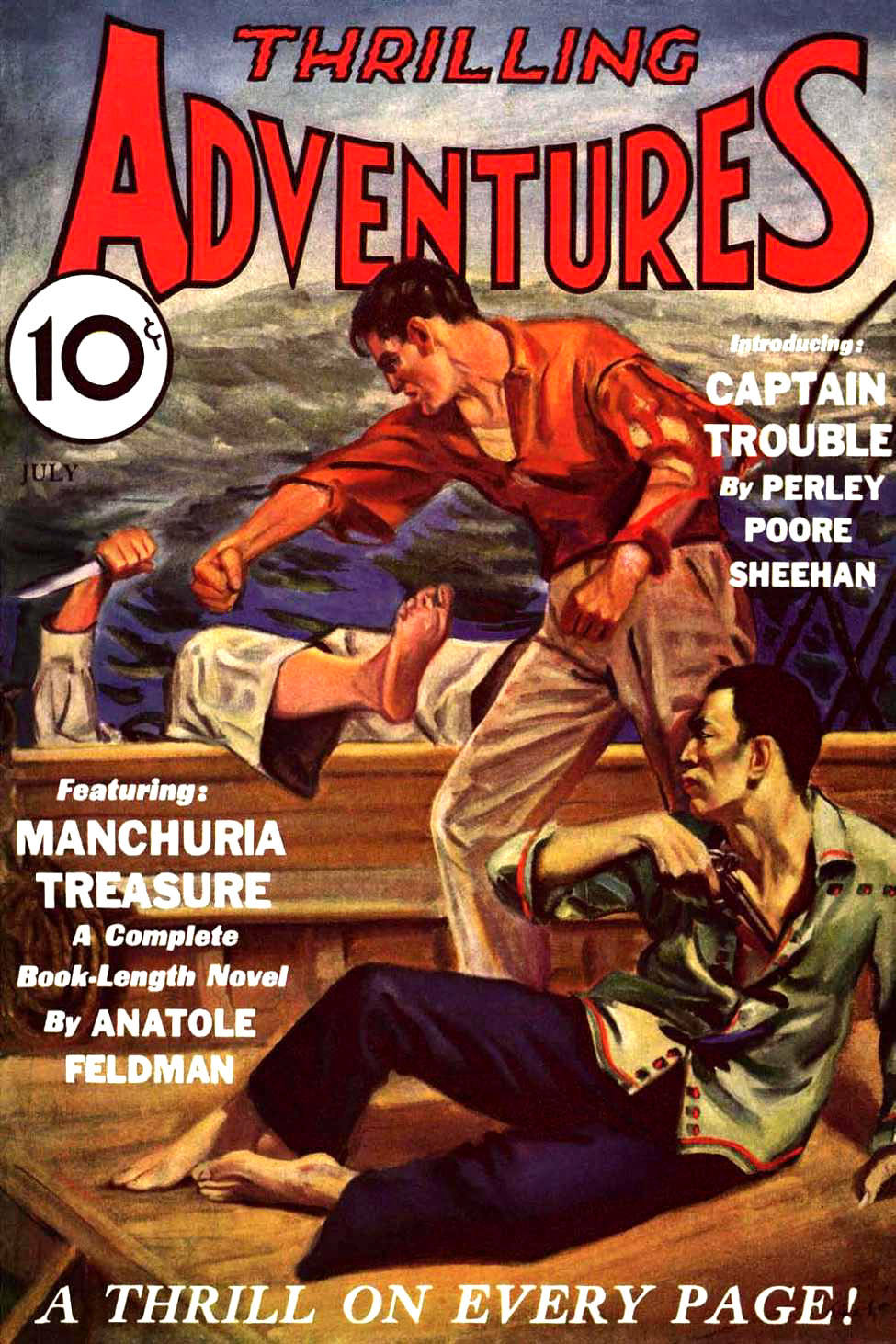
모험 소설과 단편 소설은 미국 펄프 매거진의 인기 주제였다.

모험소설(冒險小說, adventure novel)은 모험적인 요소를 주된 특성으로 하는 소설이다. 소재로는 역사적인 사건, 전쟁과 혁명 등을 배경으로, SF 와 추리 소설 (미스터리), 스파이 소설, 해양 모험 소설, 산악 모험 소설의 요소와 그와 관련된 화려한 액션을 담은 것도 많다.

## 같이 보기
- 활극
- 게임북
- 범죄물
- 추리물
- 잃어버린 세계 (장르)
- 해양 모험물
- 피카레스크 소설
- 스릴러
- 전쟁 소설
- 서부극